# Kučín (Bardejov)

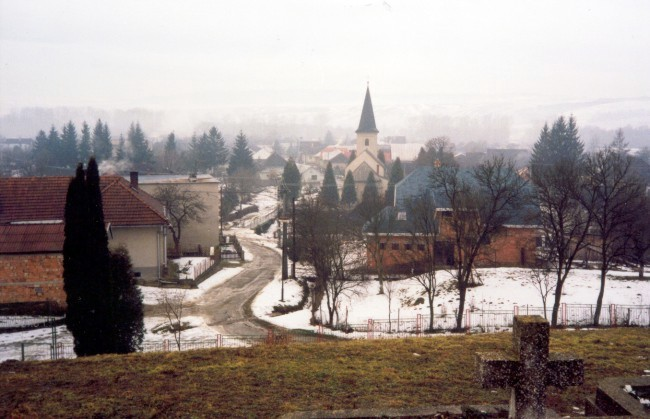
Kučin im Winter, Slowakei

Kučín (ungarisch Felsőköcsény – bis 1907 Kucsin) ist eine Gemeinde im Osten der Slowakei mit 327 Einwohnern (Stand 31. Dezember 2024). Sie gehört zum Okres Bardejov, einem Kreis des Prešovský kraj, und wird zur traditionellen Landschaft Šariš gezählt.

## Geographie
Die Gemeinde befindet sich in den Niederen Beskiden, noch genauer im Bergland Ondavská vrchovina, im Tal der Topľa, wo der linksseitige Bach Kožiansky potok in sie mündet. Das Ortszentrum liegt auf einer Höhe von 209 m n.m. und ist 20 Kilometer von Bardejov entfernt (Straßenentfernung).
Nachbargemeinden sind Kurima im Norden, Kožany im Osten, Štefurov im Südosten, Marhaň im Süden, Porúbka im Südwesten und Nemcovce im Westen.

## Geschichte
Kučín wurde zum ersten Mal 1315 als Kuchin schriftlich erwähnt und wurde ab der Mitte des 14. Jahrhunderts Sitz der Herrschaft von Kučín und Besitz des Geschlechts Perényi. 1427 wurden 37 Porta verzeichnet. Im Jahr 1622 lag das Dorf im Herrschaftsgebiet der Burg Scharosch, im 18. Jahrhundert gehörten die Ortsgüter der Familie Illesházy.
1787 hatte die Ortschaft 43 Häuser und 311 Einwohner, 1828 zählte man 80 Häuser und 599 Einwohner, die als Landwirte und Viehhalter beschäftigt waren. Gegen die Mitte des 19. Jahrhunderts arbeitete ein Hochofen im Ort.
Bis 1918 gehörte der im Komitat Sáros liegende Ort zum Königreich Ungarn und kam danach zur Tschechoslowakei beziehungsweise heute Slowakei. Nach dem Zweiten Weltkrieg pendelte ein Teil der Einwohner zur Arbeit in Industriebetriebe in Bardejov, die Ackerböden wurden durch privat agierende Landwirte gepflegt.

## Bevölkerung
| Jahr                | 1994 | 2004    | 2014    | 2024    |
| ------------------- | ---- | ------- | ------- | ------- |
| Anzahl der Personen | 322  | 319     | 324     | 327     |
| Unterschied         |      | −0,93 % | +1,56 % | +0,92 % |

| Jahr                | 2023 | 2024    |
| ------------------- | ---- | ------- |
| Anzahl der Personen | 324  | 327     |
| Unterschied         |      | +0,92 % |

Nach der Volkszählung 2011 wohnten in Kučín 317 Einwohner, davon 316 Slowaken und ein Tscheche.
302 Einwohner bekannten sich zur römisch-katholischen Kirche, acht Einwohner zur Evangelischen Kirche A. B. und sechs Einwohner zur griechisch-katholischen Kirche. Ein Einwohner war konfessionslos.

## Baudenkmäler
- römisch-katholische Kirche Darstellung des Herrn aus dem 14. Jahrhundert, seither mehrmals umgebaut und neu gestaltet

## Verkehr
Nach Kučín führen die Cesta III. triedy 3533 („Straße 3. Ordnung“) von Bardejov (Anschluss an die Cesta I. triedy 77 („Straße 1. Ordnung“)), Cesta III. triedy 3510 von Kochanovce sowie die Cesta III. triedy 3535 von Okrúhle (Anschluss an die Cesta I. triedy 21) heraus.